# Erioptera oceanica
Erioptera oceanica là một loài ruồi trong họ Limoniidae. Chúng phân bố ở miền Australasia.